# Astadhiai
El Aṣṭādhyāyī (fines del siglo IV a. C.) es un texto sobre la gramática del sánscrito compuesto por el lingüista indio Pāṇini (fl. siglo IV a. C.). Estos ocho libros contienen unos 8000 sutras o ‘aforismos’, cuyo encadenamiento posee un notable rigor.

## Etimología
Aṣṭādhyāyī significa ‘de ocho libros’ (siendo aṣṭa: ‘ocho’, y adhyāya: ‘capítulo’). En inglés, este término sánscrito se adapta generalmente como Ashtadhyayi.

## Datación
Pāṇini escribió el Aṣṭādhyāyī en Gandhara, después de la época de Buda (420-368 a. C.) y antes de la primera mención de la muerte de Panini (por un león), en el Pancha-tantra (hacia el 200 a. C.).

## Contenido
Pāṇini resume y sintetiza toda una tradición oral india de gramáticos anteriores a él: nombra a 68 personas, incluido el inmediatamente anterior. El Aṣṭādhyāyī es una de las primeras gramáticas conocidas del sánscrito, pese a esos predecesores mencionados. Es la primera obra conocida sobre lingüística descriptiva, lingüística generativa, y junto con la obra de sus predecesores inmediatos inaugura el comienzo de la historia de la propia lingüística.
El Aṣṭādhyāyī es al mismo tiempo la gramática más exhaustiva del sánscrito clásico y la más breve. Toma material de listas léxicas y describe algoritmos que se les pueden aplicar para generar formas correctamente construidas. Es extremadamente sistemático y técnico. Los conceptos de morfema y raíz, solo descubiertos por lingüistas occidentales dos milenios más tarde, aparecen implícitos en su aproximación generativa al sánscrito. Una consecuencia del énfasis en la brevedad de su gramática es su estructura poco intuitiva, similar a los «lenguajes de máquina» contemporáneos (opuestos a los lenguajes «legibles por humanos»).
La obsesión de Pāṇini por el estudio del sánscrito se debe a que se lo consideraba el idioma de los dioses, y los eruditos se daban cuenta de que se estaba modificando («corrompiendo») y se creía que una ligera diferencia o error de pronunciación podía invalidar una larga y complicada ceremonia religiosa védica.
De ahí el muy riguroso estudio fónico del sánscrito que se encuentra en este texto: el análisis de la segunda articulación lingüística es muy profundo y asombra por su meticulosidad.
Sin embargo, Pāṇini prescindió por completo del concepto de fonema, y consideraba que la palabra tiene como constituyente fundamental el suara (‘tono’), que él creía (erróneamente) que se modificaba por diferentes puntos de contacto dentro de los pulmones (y no en los diversos puntos de articulación y la glotis, como ahora se sabe). Todo ello se presenta con descripciones tan exhaustivas y llenas de datos, que da una verosímil impresión de cientificidad.
Incluso así, muchos de sus planteamientos son pioneros dentro de la historia universal de la lingüística, adelantándose a la lingüística occidental en milenios.
El lingüista estadounidense Noam Chomsky (1928−) consideró los Aṣṭādhyāyī «la primera gramática generativa en el sentido moderno».
Fue traducida por primera vez a una lengua europea, el alemán, por Otto von Böhtlingk, en Leipzig (Alemania) entre 1837 y 1840.